# نیکولا بیتی
نیکولا بیتی (ایتالیایی: Nicola Beati؛ زادهٔ ۱۳ فوریهٔ ۱۹۸۳) بازیکن فوتبال اهل ایتالیا است.

## باشگاهی
از باشگاه‌هایی که در آن بازی کرده‌است می‌توان به باشگاه فوتبال اینتر میلان، باشگاه فوتبال پروجا، باشگاه فوتبال اسپتزیا، باشگاه فوتبال سورنتو کالچو، باشگاه فوتبال فروزینونه، باشگاه فوتبال کروتونه، باشگاه فوتبال تریستیانا و باشگاه فوتبال اتلتیکو آرتزو اشاره کرد.

## تیم ملی
وی همچنین در تیم‌های ملی فوتبال زیر ۱۵ سال، زیر ۱۶ سال، زیر ۱۷ سال، زیر ۱۹ سال، زیر ۲۰ سال و زیر ۲۱ سال ایتالیا بازی کرده‌است.